# کنستانسانا
کنستانسانا دهستانی در استان آبیلای اسپانیا است.
در این دهستان ۱۷۹ نفر زندگی می‌کنند. مساحت این دهستان ۲۶٫۸۰ کیلومتر مربع است.